# Sokocienięta
Sokocienięta (biał. Сакацяняты; ros. Сокотеняты) − wieś na Białorusi, w obwodzie grodzieńskim, w rejonie oszmiańskim, w sielsowiecie Holszany.

## Historia
W czasach zaborów wieś i dobra w okręgu wiejskim Bałwaniszki, w gminie Holszany, w powiecie oszmiańskim, w guberni wileńskiej Imperium Rosyjskiego. W 1866 roku wieś miała 18 domów i 189 mieszkańców, folwark 1 dom i 7 mieszkańców, należały do Wańkowskich. W 1905 roku wieś liczyła 21 mieszkańców, 381 dziesięcin.
W latach 1921–1945 leżała w Polsce, w województwie wileńskim, w powiecie oszmiańskim, w gminie Krewo a następnie w gminie Holszany.
W 1931 w 21 domach zamieszkiwało 120 osób.
Wierni należeli do parafii rzymskokatolickiej w Holszanach. Miejscowość podlegała pod Sąd Grodzki w Holszanach i Okręgowy w Wilnie; właściwy urząd pocztowy mieścił się w Holszanach.
Po II wojnie światowej w granicach Związku Sowieckiego. Od 1991 w niepodległej Białorusi.